# Papinsko vijeće za promicanje integralnog ljudskog razvoja
Papinsko vijeće za promicanje integralnog ljudskog razvoja jedno je od papinskih vijeća (dikasterija) Rimske kurije, nastalo 2016. godine odlukom pape Franje.
Vatikan je najavio nastanak Papinskoga vijeća za promicanje integralnog ljudskog razvoja 31. kolovoza 2016., a stupio je na snagu 1. siječnja 2017. godine. Kardinal Peter Turkson iz Gane proglašen je prvim prefektom ovoga papinskoga vijeća. 
Papinsko vijeće za promicanje integralnog ljudskog razvoja ujedinilo je rad četiriju dotadašnjih papinskih vijeća uspostavljenih nakon Drugog vatikanskog koncila: Papinskoga vijeća za pravdu i mir (Justitia et Pax), za dušobrižništvo selilaca i putnika, za dušobrižništvo zdravstvenog osoblja i Papinskoga vijeća Cor Unum. Papa Franjo je dao ovom papinskom vijeću odgovornost za "pitanja koja se tiču migranata, bolesnika, isključenih i marginaliziranih, zatvorenika i nezaposlenih, kao i žrtvama oružanih sukoba, prirodnih katastrofa i svih oblika ropstva i mučenja".
Papa je najavio da će "privremeno" osobno usmjeriti rad ovoga papinskoga vijeća u ime migranata i izbjeglica. Imenovao je kanadskoga isusovca Michaela Czernya i talijanskog skalabrinijanca Fabija Baggija da služe kao podtajnici za pitanja vezana uz izbjeglice i migrante. Dana 16. lipnja 2017. godine, Papa je imenovao francuskoga profesora Brune Marie Dufféa s dugogodišnjim iskustvom u ljudskim pravima za tajnika ovoga papinskoga vijeća.